# (12981) Tracicase
(12981) Tracicase, désignation provisoire 1978 VP3, est un astéroïde de la ceinture principale découvert en 1978.

## Description
(12981) Tracicase a été découvert le 7 novembre 1978 à l'observatoire Palomar, situé au nord de San Diego en Californie, par Eleanor Francis Helin et Schelte J. Bus.

### Caractéristiques orbitales
L'orbite de cet astéroïde est caractérisée par un demi-grand axe de 2,97 UA, un périhélie de 2,75 UA, une excentricité de 0,07 et une inclinaison de 4,04° par rapport à l'écliptique. Du fait de ces caractéristiques, à savoir un demi-grand axe compris entre 2 et 3,2 UA et un périhélie supérieur à 1,666 UA, il est classé, selon la JPL Small-Body Database, comme objet de la ceinture principale.

### Caractéristiques physiques
(12981) Tracicase a une magnitude absolue (H) de 14,1 et un albédo estimé à 0,179.

## Étymologie
Cet astéroïde est nommé en l'honneur de Traci Case (1976-).